# Даніло Апаресідо да Сілва
Дані́ло Апаре́сідо да Сі́лва, більш відомий як Даніло Сілва (порт. Danilo Aparecido da Silva, 24 листопада 1986, Кампінас, Бразилія) — бразильський футболіст, захисник  «Інтернасьйонала» (Порту-Алеґрі).

## Біографія

### Ранні роки
Народився в місті Кампінас. Батько працював в муніципальній службі міста, мати — домогосподаркою. Мав також брата Деніса, який займався футболом, але змушений був завершити кар'єру футболіста через проблеми з гомілкостопом і став професором математики. Загалом же предки Даніло Сілви — вихідці з Італії (прадідусь емігрував до Бразилії після початку Першої світової війни в 1915 році)
Шлях до професійного футболу розпочинався для Даніло в приватному спортивному центрі «Gol de Placa», який не належав жодному клубу. Навчився азам гри та пограв недовго за місцевий клуб «Пеньяленсе».

### Поїздка до США
В 19-річному віці був змушений прийняти для себе непросте рішення — юнак подався до США, підписавши контракт із нью-йоркським «Метростарзом». Закріпитися в МЛС йому завадила травма, через яку Даніло провів за «червоних биків» усього лише 5 ігор. Саме це й стало приводом для його дострокового повернення додому до Бразилії.

### Повернення на батьківщину
У «Ґуарані», який виступав у сезоні 2006/07 в бразильській Серії B, Даніло отримав шанс проявити себе на позиції правого захисника. Команда змогла зберегти прописку в першій лізі, що, тим не менш, не завадило босам клубу відправити Сілву в 2007 році до іменитого «Сан-Паулу». Запрошувався він як футболіст, здатний підміняти когось із основних гравців, якщо ті дістануть травму чи дискваліфікацію. Але захист у тому році грав стабільно, у результаті чого Даніло провів лише три матчі за «трикольорових» у чемпіонському для них сезоні.

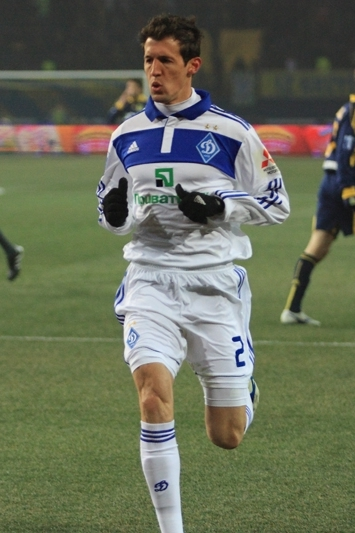
Даніло Сілва у складі «Динамо». 6 листопада 2011 року

Попри це, після завершення терміну оренди керівництво «Сан-Паулу» висловило бажання залишити футболіста в своїй команді. Проте переговори не завершилися успіхом, і Сілва став гравцем «Інтернасьйонала», який вчасно зробив пропозицію. Після підписання контракту тренери «інтеристів» не відразу стали підпускати його до основного складу, вирішивши, що йому не вистачає атлетизму. Оскільки Данило з дитинства був високим та худорлявим, довелося цей «недолік» старанно виправляти. Кожен день після тренувань він багато часу займався у тренажерному залі, завдяки чому йому вдалося набрати як масу тіла, так і м'язову масу.
За два роки, проведених у клубі з Порту-Алеґрі, захисник зіграв у 48 матчах та забив два м'ячі. А також став володарем Кубка Лібертадорес, зігравши за «Інтернасьйональ» буквально перед самим переїздом до «Динамо» один матч на груповій стадії турніру, який став у підсумку тріумфальним для його колишньої команди.

### «Динамо» (Київ)
Даніло Сілва підписав контракт із київським «Динамо» 28 лютого 2010 року, і вже 6 березня дебютував у матчі Прем'єр-ліги України проти маріупольського «Іллічівця», що завершився з рахунком 1:1.
Відтоді правий фланг захисту київської команди надійно закріплений за ним. У другій половині сезону 2010/11 бразилець провів у Прем'єр-лізі 13 поєдинків та навіть відзначився 1 травня результативним ударом у домашній грі з «Закарпаттям» (2:0), забивши з паса Мілоша Нінковіча.
5 липня 2011 року вийшов в основному складі на матч Суперкубка України й допоміг команді виграти трофей. Тоді кияни перемогли донецький «Шахтар» з рахунком 3:1.
17 травня 2015 року, перемігши в матчі 24-го туру чемпіонату дніпропетровський «Дніпро», київське «Динамо» у 27-й раз стало переможцем національного чемпіонату (в 14-й раз за роки української незалежності). Завдяки цьому бразильський захисник «біло-синіх» став володарем усіх внутрішніх трофеїв. У його колекції бронза (2013), срібло (2010, 2011, 2012) і золото першості України (2015), Кубок України (2014) і Суперкубок України (2011). Це дозволило йому стати першим легіонером київського «Динамо», якому підкорилися всі ці регалії. 
28 березня 2017 року офіційний сайт «Динамо» повідомив, що Сілва залишив київський клуб та на правах вільного агента повертається у Бразилію.

### Повернення в «Інтернасьйонал»
У квітні 2017 року було оголошено про підписання контракту  «Інтернасьйонала» з Данілою Сілвою .

## Досягнення
«Сан-Паулу»
- Чемпіон Бразилії (2007)

«Інтернасьйонал»
- Чемпіон штату Гаушу (2009)
- Володар кубка банку Суруга (2009)

«Динамо»
- Чемпіон України: 2015
- Суперкубок України: 2011
- Володар кубка України: 2014, 2015

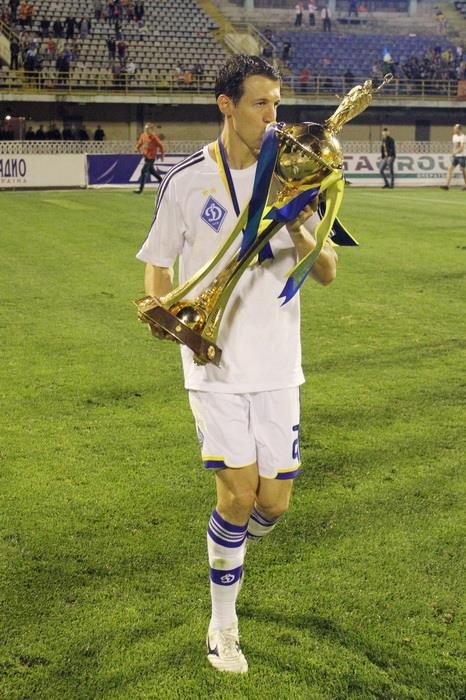
Даніло Сілва з Кубком України. 15 травня 2014 року

- Срібний призер Чемпіонату України: 2010, 2011, 2012
- Бронзовий призер Чемпіонату України: 2013

## Цікаві факти
- Сілва був єдиним іноземцем у «Динамо», який тримав руку на серці під час виконання перед матчами гімну України.
- Володіє англійською мовою, яку вивчив виступаючи за «Метростарз», а також російською, якої навчився за часів виступів у «Динамо».
- Відкрив футбольну академію в одному з неблагополучних районів Сан-Паулу[5];